# Faccio da me
Faccio da me è un singolo dei cantanti italiani Rettore e Tancredi, pubblicato il 10 giugno 2022.

## Video musicale
Il videoclip del brano è stato pubblicato il 10 giugno 2022 sul canale YouTube dell'etichetta discografica Warner Music Italy.